# Nokia 6710 Navigator
Nokia 6710 Navigator a fost anunțat pe 16 februarie 2009 și lansat pe 24 august 2009. Are sistemul de operare Symbian 9.1. 

## Descriere
Suportă 4 benzi band GSM (850/900/1800/1900 MHz) și 3 benzi UMTS (900/1900/2100 MHz) suport cu HSDPA și WiFi 802.11 b/g pentru conectivitate de date fără fir.
Nokia 6710 Navigator include hărți de navigare de preîncărcate cu o licență de navigație gratuită pe toată viața, spre deosebire de Nokia 6210 Navigator care avea licență pe 6 luni.
Are un procesor ARM 11 tactat la 600 MHz cu un nucleu.
Camera foto are 5 megapixeli este echipat cu lentile Carl Zeiss cu rezoluția de 2592x1944 pixeli cu focalizare automată și bliț LED. Camera frontală este QVGA cu 15 cadre pe secundă.
Ecranul este TFT cu diagonala de 2,6 inchi cu rezoluția de 320 x 240 pixeli care afișează până la 16 milioane de culori. Sub ecran este plasat D-pad-ul alături de cele două taste de opearare în meniu. Sub aceste taste se află tasta C (Clear) și tasta de intrare în meniu. Tasta de apel și tasta de terminare apel, cel din urmă acționează ca tastă de oprire.
Sub D-Pad există o tastă dedicată în partea de jos a cursorului pentru a lansa aplicația Maps sau locația pe hartă.
Pe partea de sus se află mufa audio de 3,5 mm și portul de încărcare. Rocker-ul de volum și tasta de fotografiere se află pe partea dreaptă. Pe partea stângă este un slot pentru card microSD și un port USB.
Clientul de e-mail suportă protocoalele IMAP4 și POP3. Poate edita documentele Word, Excel, PowerPoint și PDF. Telefonul poate vizualiza documente PDF, are suport pentru arhive .zip și posibilitatea de a lua notițe (notes).
Bateria de 950 mAh durata de convorbire este de 7,5 ore și timpul de stand-by este de circa 19 zile. Valoarea SAR pentru Statele Unite este de 1,03 W/kg și pentru Europa de 1,28 W/kg.